# 8275 Inca
För andra betydelser, se Inka.
8275 Inca eller 1990 VR8 är en asteroid i huvudbältet som upptäcktes den 11 november 1990 av den belgiske astronomen Eric W. Elst vid La Silla-observatoriet. Den är uppkallad efter Inkariket.
Asteroiden har en diameter på ungefär 3 kilometer.